# Michaił Miłoradowicz
Michaił Andrejewicz Miłoradowicz, hrabia 1813 (ros. Михаил Андреевич Милорадович, ur. 20 września?/1 października 1771 w Petersburgu, zm. 14 grudnia?/26 grudnia 1825 tamże) – generał piechoty Armii Imperium Rosyjskiego.

## Życiorys
Jego przodkowie wywodzili się z Hercegowiny. Przenieśli się do Rosji za panowania Piotra I. Miłoradowicz już jako młodzieniec wstąpił do armii. Brał udział w wojnach przeciw Turkom w 1787 r. i przeciw Polakom w 1794 r. Mianowany do stopnia generała majora w 1798. Służył pod zwierzchnictwem Aleksandra Suworowa, w jego sztabie jako generał dyżurny w kampanii we Włoszech i w Szwajcarii w 1799. W 1805 r. wykazał się odwagą jako generał lejtnant i dowódca jednej z dywizji w bitwie pod Austerlitz. W VIl wojnie rosyjsko-tureckiej 1806–1812 dowódca korpusu (w rzeczywistości oddziału wydzielonego). 13 grudnia 1806 opanował Bukareszt, a 1807 odniósł zwycięstwo nad Turkami pod Turbate. W 1808 r. prowadził już samodzielne dowództwo, uderzył na Turków pod Obileszti i pod Giurgiu. W 1810 r. Miłoradowicz został generałem piechoty.
Podczas wojny ojczyźnianej 1812 r. walczył w bitwie pod Borodino, gdzie dowodził prawym skrzydłem 1. Armii. Po bitwie dowodząc ariergardą zabezpieczał manewr rosyjskiej armii pod Tarutino. Razem z Levinem von Bennigsenem zaatakował Francuzów 18 października 1812 pod Tarutino i 24 października pod dowództwem Michaiła Kutuzowa pod kilkoma innymi miejscowościami.
W czasie odwrotu armii Napoleona dowodził awangardą wojsk rosyjskich. Uczestnik kampanii zagranicznych 1813–1814. 8 lutego 1813 zajął Warszawę. Potem osłaniał w bitwie pod Lützen lewą flankę sił sprzymierzonych. Jako dowódca rosyjskiej straży przedniej stoczył bitwy pod Rochlitz, Dreznem, Bischofswerdą i na wzgórzu Kapellenberg, gdzie został wyniesiony do godności hrabiowskiej.
W bitwie pod Bautzen w dniach 20–21 maja kierował awangardą. Walczył z sukcesami pod Kulm, pod Lipskiem i pod La Rothière.
Od 1814 dowódca Korpusu Gwardii Cesarskiej.
Po pokoju w 1818 r. mianowany na gubernatora wojskowego Petersburga. Podczas antycarskiego powstania dekabrystów 14 grudnia 1825 stojąc po stronie cara Mikołaja I został śmiertelnie ranny w Petersburgu.